# Амфірегулін
AREG (англ. Amphiregulin) – білок, який кодується однойменним геном, розташованим у людей на короткому плечі 4-ї хромосоми.  Довжина поліпептидного ланцюга білка становить 252 амінокислот, а молекулярна маса — 27 895.
| 10         |  | 20         |  | 30         |  | 40         |  | 50         |
| ---------- |  | ---------- |  | ---------- |  | ---------- |  | ---------- |
| MRAPLLPPAP |  | VVLSLLILGS |  | GHYAAGLDLN |  | DTYSGKREPF |  | SGDHSADGFE |
| VTSRSEMSSG |  | SEISPVSEMP |  | SSSEPSSGAD |  | YDYSEEYDNE |  | PQIPGYIVDD |
| SVRVEQVVKP |  | PQNKTESENT |  | SDKPKRKKKG |  | GKNGKNRRNR |  | KKKNPCNAEF |
| QNFCIHGECK |  | YIEHLEAVTC |  | KCQQEYFGER |  | CGEKSMKTHS |  | MIDSSLSKIA |
| LAAIAAFMSA |  | VILTAVAVIT |  | VQLRRQYVRK |  | YEGEAEERKK |  | LRQENGNVHA |
| IA         |  |            |  |            |  |            |  |            |

A: Аланін

C: Цистеїн

D: Аспарагінова кислота

E: Глутамінова кислота

F: Фенілаланін

G: Гліцин

H: Гістидин

I: Ізолейцин

K: Лізин

L: Лейцин

M: Метіонін

N: Аспарагін

P: Пролін

Q: Глутамін

R: Аргінін

S: Серин

T: Треонін

V: Валін

Кодований геном білок за функціями належить до цитокінів, факторів росту. 
Задіяний у такому біологічному процесі як поліморфізм. 
Локалізований у мембрані.